# Граф Хардвик

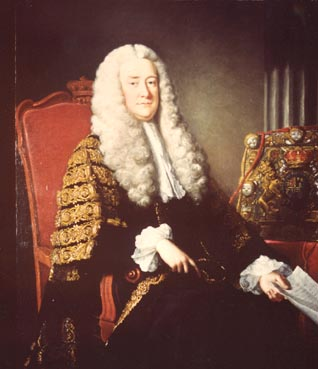
Филипп Йорк, 1-й граф Хардвик

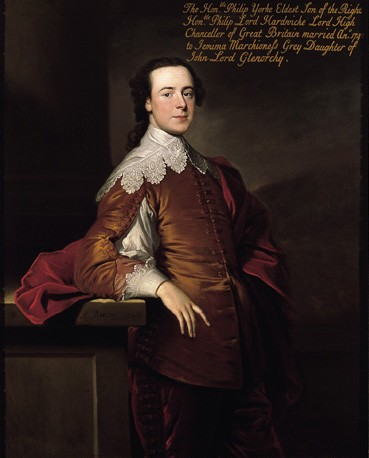
Филипп Йорк, 2-й граф Хардвик

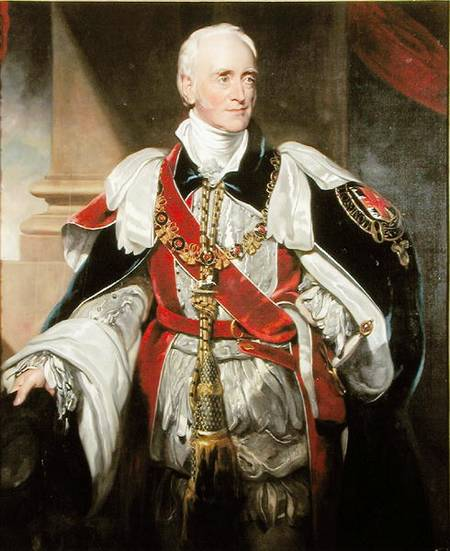
Филипп Йорк, 3-й граф Хардвик

Граф Хардвик (англ. Earl of Hardwicke) — наследственный титул в системе Пэрства Великобритании.

## История
Титул графа Хардвика был создан 2 апреля 1754 года для Филиппа Йорка, 1-го барона Хардвика (1690—1764), лорда-канцлера Великобритании (1737—1756). Он также носил титулы барона Хардвика из Хардвика в графстве Глостер (1733) и виконта Ройстона (1754). Все титулы являлись пэрством Великобритании. Ему наследовал его старший сын, Филипп Йорк, 2-й граф Хардвик (1720—1794). Он представлял в Палате общин Райгит (1741—1747) и Кембриджшир (1747—1764), служил лордом-лейтенантом Кембриджшира (1757—1790). Лорд Хардвик был женат с 1740 года на леди Джемайме Кэмпбелл (1723—1797), единственной дочери Джона Кэмпбелла, 3-го графа Бредалбейна (1696—1782), внучке и наследнице Генри Грея, 1-го герцога Кента. В 1740 году после смерти своего деда Джемайма Кэмпбелл унаследовала титулы маркизы Грей и баронессы Лукас. Супруги имели двух дочерей, старшая из которых, Леди Эмэйбл Хьюм-Кэмпбелл (1751—1833), получила в 1816 году титул 1-й графини де Грей.
После смерти 2-го графа Хардвика графский титул унаследовал его племянник, Филипп Йорк, 3-й граф Хардивик (1757—1834). Он был сыном достопочтенного Чарльза Йорка (1722—1770), второго сына 1-го графа Хардвика. Он был крупным британским политиком, занимал должность лорда-лейтенанта Ирландии (1801—1805). Его сыновья скончались при жизни отца. Графский титул перешел к его племяннику, Чарльзу Филиппу Йорку, 4-му графу Хардвику (1799—1873). Он был сыном вице-адмирала сэра Сиднея Джозефа Йорка (1768—1831), третьего сына вышеупомянутого Чарльза Йорка. Как и его отец, он носил чин вице-адмирала королевского флота, а также занимал посты генерального почтмейстера и лорда-хранителя малой печати в консервативном правительстве графа Дерби.
Его старший сын, Чарльз Филипп Йорк, 5-й граф Хардвик (1836—1897), был консервативным политиком и занимал пост контролера королевского двора в правительстве графа Дерби (1866—1868) и егермейстера в правительстве Бенджамина Дизраэли (1874—1880). Его преемником стал его сын, Альберт Йорк, 6-й граф Хардвик (1867—1904). Он входил в состав консервативных правительств лорда Солсбери и Артура Бальфура, где занимал посты заместителя государственного секретаря по делам Индии (1900—1902) и заместителя военного министра (1902—1903). Он не был женат и скончался в возрасте 37 лет. Его преемником стал его дядя, Джон Мэннерс Йорк, 7-й граф Хардвик (1840—1909), кэптен Королевского флота. Его старший сын, Чарльз Александр Йорк, 8-й граф Хардвик (1869—1939), умер бездетным. Графский титул унаследовал его племянник, Филипп Грентем Йорк, 9-й граф Хардвик (1906—1974). Он был сыном достопочтенного Альфреда Эрнеста Фредерика Йорка, второго сына 7-го графа.
По состоянию на 2025 год, обладателем графского титула являлся его внук, Джозеф Филипп Себастьян Йорк, 10-й граф Хардвик (род. 1971), наследовавший своему деду в 1974 году. Он был единственным сыном Филиппа Йорка, виконта Ройстона (1938—1973), единственного сына 9-го графа.

## Другие известные члены семьи
- Достопочтенный Чарльз Йорк (1722—1770), второй сын 1-го графа Хардвика, генеральный солиситор Англии и Уэльса (1756—1762) и лорд-канцлер Великобритании (1770);
- Чарльз Филипп Йорк (1764—1834), депутат Палаты общин, министр внутренних дел (1803—1804), первый лорд Адмиралтейства (1810—1812), кассир казначейства (1813—1834), сын предыдущего;
- Сэр Джозеф Сидней Йорк (1768—1831), адмирал королевского флота, младший брат предыдущего;
- Достопочтенный Элиот Дуглас Томас Йорк (1805—1885), сын предыдущего, депутат Палаты общин от Кембриджшира (1835—1865);
- Достопочтенный Джозеф Йорк (1724—1792), третий сын 1-го графа Хардвика, военный, политик и дипломат, получил титул барона Дувра в 1788 году;
- Достопочтенный Джон Йорк (1728—1801), четвертый сын 1-го графа Хардвика, депутат Палаты общин от Райгита и Хайем-Феррерса;
- Джеймс Йорк (1730—1808), пятый сын 1-го графа Хардвика, епископ Сент-Дэвидс (1774—1779), Глостера (1779—1781) и Эли (1781—1808);
- Джозеф Йорк (1807—1889), депутат Палаты общин от Райгита (1831—1832), высший шериф Глостершира (1844—1845), сын Джозефа Йорка и внук предыдущего;
- Джон Йорк (1836—1912), сын предыдущего, английский помещик и консервативный политик, депутат Палаты общин от Тьюксбери (1864—1868, 1885—1886) и Восточного Глостершира (1872—1885), высший шериф Глостершира (1892—1893);
- Генри Грин (Генри Винсент Йорк) (1905—1973), английский писатель, сын Винсента Вудхауса Йорка (1869—1957) и правнук предыдущего;
- Преподобный Филипп Йорк (1770—1817), сын преосвященного Джеймса Йорка. Отец полковника Филиппа Джеймса Йорка (1799—1874), члена Королевского общества, и контр-адмирала королевского флота Реджинальда Йорка (1803—1870);
- Леди Джемайма Йорк (1723—1797), жена 2-го графа Хардвика, 2-я маркиза де Грей и 4-я баронесса Лукас с 1740 года;
- Леди Эмэйбл Йорк (1751—1833), старшая дочь 2-го графа Хардвика, графиня де Грей с 1816 года;
- Леди Мэри Йорк (1757—1830), младшая дочь 2-го графа Хардвика, мать Фредерика Джона Робинсона, 1-го графа Рипона, будущего премьер-министра Великобритании;
- Филипп Йорк, виконт Ройстон (1784—1808), старший сын 3-го графа Хардвика, депутат Палаты общин от Райгита (1806—1808);
- Достопочтенный Эллиот Йорк (1843—1878), четвертый сын 4-го графа Хардвика, член парламента от Кембриджшира (1874—1878);
- Сэр Уильям Йорк, 1-й баронет (1700—1776), сын преподобного Джона Йорка, двоюродный брат 1-го графа Хардвика, главный судья ирландской общей юрисдикции (1753—1761).

## Графы Хардвик (1754)
- 1754—1764: Филипп Йорк, 1-й граф Хардвик (1 декабря 1690 — 6 марта 1764), сын адвоката Филиппа Йорка (ум. 1721) и Элизабет Гиббон;
- 1764—1790: Филипп Йорк, 2-й граф Хардвик (9 марта 1720 — 16 мая 1790), старший сын предыдущего;
- 1790—1834: Филипп Йорк, 3-й граф Хардвик (31 мая 1757 — 18 ноября 1834), единственный сын предыдущего от первого брака;
  - Филипп Йорк, виконт Ройстон (7 мая 1784 — 7 апреля 1808), старший сын предыдущего;
  - Чарльз Джеймс Йорк, виконт Ройстон (21 июля 1797 — 30 апреля 1810), младший брат предыдущего;
- 1834—1873: Чарльз Филипп Йорк, 4-й граф Хардвик (2 апреля 1799 — 17 сентября 1873), старший сын адмирала сэра Джозефа Сиднея Йорка (1768—1831), внук Чарльза Йорка (1723—1770) и правнук 1-го графа Хардвика;
- 1873—1897: Чарльз Филипп Йорк, 5-й граф Хардвик (23 апреля 1836 — 18 мая 1897), старший сын предыдущего;
- 1897—1904: Альберт Эдвард Филипп Генри Йорк, 6-й граф Хардвик (14 марта 1867 — 29 ноября 1904), единственный сын предыдущего;
- 1904—1909: Джон Мэннерс Йорк, 7-й граф Хардвик (30 октября 1840 — 13 марта 1909), второй сын 4-го графа Хардвика;
- 1909—1936: Чарльз Александр Йорк, 8-й граф Хардвик (11 ноября 1869 — 1 февраля 1936), старший сын предыдущего;
- 1936—1974: Филипп Грэнтэм Йорк, 9-й граф Хардвик (9 апреля 1906 — 31 декабря 1974), единственный сын достопочтенного Альфреда Эрнеста Фредерика Йорка (1871—1928) и внук 7-го графа Хардвика;
  - Филипп Саймон Просперо Линдли Руперт Йорк, виконт Ройстон (20 апреля 1938 — 1 января 1973), единственный сын предыдущего;
- 1974 — настоящее время: Джозеф Филипп Себастьян Йорк, 10-й граф Хардвик (род. 3 февраля 1971), единственный сын предыдущего;
  - Наследник: Филипп Александр Джозеф Йорк, виконт Ройстон (род. 3 декабря 2009), единственный сын предыдущего.